# Пурджафар, Амирхосейн
Амирхосе́йн Пурджафа́р или Ами́р Хосе́йн Пурджафа́р (встречается написание Амирхоссе́йн Пуржафа́р, перс. امیر حسین پیرجافار‎; 17 декабря 1999 — 4 января 2018, Тегеран) — иранский несовершеннолетний убийца и насильник. В возрасте 16 лет он убил 6-летнюю девочку Сетаеши Горейши, за что был приговорён к смертной казни и повешен.

## Биография
В сентябре 2016 года 7-е отделение уголовного суда № 1 Ирана в Тегеране признало 16-летнего Амир Хосейна Пурджафара виновным в изнасиловании и убийстве 7-летней (по другим данным 6-летней) афганской беженки Сетаеши Горейши, а также в попытке сокрытия следов преступления через растворение тела убитой девочки в ванной с кислотой, и приговорило его к двум смертным казням через повешение. Первый приговор Пурджафар получил за изнасилование, за которое по законам шариата действующим в Иране полагается смертная казнь, а второй был вынесен в качестве кисаса. Кроме того Пурджафар был приговорен к 74 ударам плетью за попытку сокрытия следов преступления путем растворения трупа в кислоте.
В январе 2017 года Верховный суд Ирана оставил оба смертных приговора в силе.
Изначально Амирхосейна Пурджафара планировалось казнить 19 октября 2017 года. Несмотря на то что уголовный кодекс Ирана разрешает применять смертную казнь к преступникам совершившим свои злодеяния до наступления совершеннолетия, однако запрещает исполнять смертный приговор до 18 лет, согласно исламскому календарю, который применяется в Иране наравне с григорианским, на 19 октября 2017 года по григорианскому календарю или 29 мухаррама 1439 года по исламскому Амирхосейну Пурджафару уже было 18 лет. Тем не менее под давлением международного сообщества казнь убийцы была отложена на несколько месяцев.
Не смотря на всё более растущую критику, и протесты со стороны международного сообщества на рассвете 4 января 2018 года 18-летний Амир Хосейн Пурджафар был повешен в тюрьме Гохардашт в Тегеране. Приговор как и сама казнь вызвали широкое осуждение со стороны ООН.